# Personaggi di Baka to test to shōkanjū
Questa voce contiene i personaggi della serie di light novel, manga e anime Baka to test to shōkanjū.

## Studenti del secondo anno

### Classe F

#### Akihisa Yoshii
Akihisa Yoshii (吉井 明久?, Yoshii Akihisa) è il protagonista che descrive le vicende della light novel in prima persona. È considerato il più scemo tra gli scemi, ed ha i peggiori voti della classe (che già racchiude gli studenti coi voti più bassi). A causa di questo suo status, gli è stato assegnato il ruolo di Ispettore alle punizioni (観察処分者?, Kansatsu Shobun-sha), ruolo che conferisce al suo shōkanjū la capacità unica di toccare gli oggetti fisici, rendendo tuttavia Yoshii sensibile al dolore che esso prova, motivo per cui egli tenta il più possibile di evitare di scontrarsi. Grazie a questa particolare capacità, Yoshii Akihisa è in grado di controllare il suo shōkanjū più facilmente rispetto agli altri, rendendogli possibile vincere sfide nonostante la quantità ridotta di punti. I suoi genitori lavorano oltreoceano, e nonostante gli spediscano denaro regolarmente, egli è costretto, per mantenere i suoi hobby (videogiochi e manga) a risparmiare su cose più essenziali, quali la bolletta del gas (è costretto a farsi la doccia fredda) e il cibo: si nutre infatti in modo assolutamente essenziale, mangiando solo zucchero e sale, accompagnato da acqua, o razionando il suo ramen istantaneo in parti minuscole. 
Numerosi personaggi sono innamorati palesemente di lui, nonostante sia l'unico tanto stupido da non accorgersene; tra di essi, Mizuki Himeji, Minami Shimada e Toshimitsu Kubo. Si dichiara attratto da Hideyoshi Kinoshita, ma è realtà innamorato di Mizuki, ed è per il suo bene che è deciso a migliorare lo status della classe F. Nel volume 12 della Light Novel confessa i suoi sentimenti a Mizuki,ma poco dopo la scuola vieta le relazioni amorose. Nonostante sembrino costantemente in competizione, è molto amico di Yūji Sakamoto, che crede erroneamente essere il soggetto delle attenzioni di Mizuki, ed è in grado di comunicare con lui anche senza parlare. Vivendo da solo, Akihisa ha sviluppato particolari abilità culinarie, essendo costretto a cucinare da sé le poche vivande a cui ha accesso. Il suo shōkanjū indossa un'uniforme scolastica e usa un bokken come arma. È doppiato da Hiro Shimono.

#### Mizuki Himeji
Mizuki Himeji (姫路 瑞希?, Himeji Mizuki) è una ragazza-prodigio innamorata di Yoshii (per questo rivale di Minami) e sua ex compagna alle elementari. Le sue capacità sono equivalenti a quelle della classe A, ma si ritrova in quella F a causa di un malore durante l'esame di ammissione: costretta a ritirarsi, totalizzerà zero punti. Estremamente gentile e timida, ma di salute cagionevole; dotata di un seno particolarmente grande, frutto dell'invidia di Minami Shimada e degli sguardi affascinati di tutta la classe. È in grado di cucinare manicaretti dall'aspetto invitante, ma dal sapore letale: i suoi compagni fanno a gara per evitare di mangiarli. Tuttavia è totalmente all'oscuro della pericolosità della sua cucina, sia perché i suoi compagni tentano di nascondere le proprie reazioni ad essa, sia perché non assaggia mai ciò che cucina perché, a suo dire, è un facile metodo per ingrassare. Il suo shōkanjū indossa un'armatura pesante e usa una zweihänder come arma. Nell'edizione giapponese è doppiata da Hitomi Harada.

#### Minami Shimada
Minami Shimada (島田 美波?, Shimada Minami), compagna di classe di Akihisa già dal primo anno. È tornata in Giappone dopo aver passato l'infanzia in Germania; a causa di questo ha difficoltà nel leggere i kanji, motivo per cui ha voti bassissimi in ogni materia, eccetto che in matematica: in quest'ultima materia i suoi punteggi sono allo stesso livello della Classe B. Raccoglie sempre i capelli in una coda di cavallo, usando un fiocco giallo. È alta ed ha un bel corpo, ma è praticamente piatta, in quanto a seno. Il suo hobby è picchiare Akihisa (anche e soprattutto in risposta ai suoi commenti sul suo seno), ma in realtà è innamorata di lui. Ha un carattere in realtà più dolce di ciò che mostra con i suoi modi rudi. Il suo shōkanjū indossa una divisa blu e usa una sciabola come arma. È doppiata da Kaori Mizuhashi.

#### Yūji Sakamoto
Yūji Sakamoto (坂本 雄二?, Sakamoto Yūji) è il rappresentante della classe F. Compagno di Akihisa fin dal primo anno, e suo inseparabile amico. È alto poco più di 180 cm, dal portamento sbarazzino. Durante la sua infanzia era considerato un ragazzo prodigio, ma dalla scuola media i suoi risultati sono gradualmente crollati, così come la sua reputazione: viene infatti considerato sempre più un teppista, ed è ora per questo temuto da molti studenti. Nonostante ciò, è considerato la mente più brillante della classe F, per questo è lui a guidare ogni strategia della classe durante le "guerre" tra gli shōkanjū delle varie classi. Il suo shōkanjū indossa un impermeabie bianco e usa dei tirapugni come armi. È doppiato da Tatsuhisa Suzuki.

#### Hideyoshi Kinoshita
Hideyoshi Kinoshita (木下 秀吉?, Kinoshita Hideyoshi) è un bishōnen dall'aspetto estremamente femminile, ed è perciò costantemente scambiato per una ragazza. È oggetto delle attenzioni di molti suoi compagni ed invidiato dalle ragazze. Nell'anime compaiono addirittura servizi pubblici creati apposta per lui, oltre a quelli per uomini e donne. Nonostante questo è sempre molto disponibile verso i suoi amici. Ha una sorella gemella nella Classe A, Yūko Kinoshita, il cui aspetto è perfettamente identico a quello del fratello, se non per minime modifiche nell'acconciatura; tuttavia il carattere della sorella è molto meno cortese e condiscendente e, almeno in pubblico, Yūko dimostra disprezzo nei confronti del fratello. Avendo anche frequentato il club di teatro, Hideyoshi è un ottimo attore, capace di replicare comportamento e voce di altre persone alla perfezione, ed è inoltre capace di cambiarsi d'abito all'istante. Il suo shōkanjū indossa un hakama e usa una naginata come arma. È doppiato da Emiri Katō.

#### Kōta Tsuchiya
Kōta Tsuchiya (土屋 康太?, Tsuchiya Kōta) è un ragazzo timido e silenzioso, incredibilmente ossessionato dai corpi femminili, motivo per cui è soprannominato "Perverso Ninja Silenzioso" o "Cupo pervertito" (ムッツリーニ?, Muttsurīni); tuttavia nessuno sembra essere infastidito da questo suo carattere. La sua conoscenza dell'anatomia umana gli permette di avere un punteggio elevatissimo in Educazione fisica, in cui è uno dei migliori studenti della scuola, se non il migliore. Nell'anime porta sempre con sé una macchina fotografica, e tenta di fotografare la biancheria delle ragazze e di Hideyoshi ogni volta che si presenta l'occasione, per poi rivendere gli scatti agli studenti; ha anche compilato un registro contenente le misure dei seni di ogni ragazza della scuola. Avendo, per queste sue attitudini, sviluppato una notevole furtività, nelle "guerre" agisce come spia o come unità di infiltrazione. Il suo shōkanjū indossa un keikogi da ninja e impugna due kodachi; ha inoltre un particolare accessorio che gli consente di aumentare la sua velocità in battaglia. È doppiato da Kōki Miyata.

### Classe A

#### Shōko Kirishima
Shōko Kirishima (霧島 翔子?, Kirishima Shōko) è la migliore studentessa della scuola e rappresentante della classe A; è una ragazza silenziosa ed educata, ma con un'intelligenza e memoria notevolmente superiori alla media. Nonostante la sua bellezza, non ha interesse per l'altro sesso, cosa che porta molti a pensare che sia lesbica. Tuttavia la ragione del suo comportamento è dovuta all'amore che prova per Yūji sin dall'infanzia; è incredibilmente possessiva nei suoi confronti, arrivando a colpirlo negli occhi per impedirgli di guardare altre ragazze, usare un taser per "punirlo", e provare continuamente a fargli firmare un contratto di matrimonio. Sebbene appartenga alla Classe A, è spesso in compagnia del gruppo di Akihisa per restare vicina a Yūji. Il suo shōkanjū indossa un'armatura da samurai e impugna una katana. È doppiata da Tomomi Isomura.

#### Yūko Kinoshita
Yūko Kinoshita (木下 優子?, Kinoshita Yūko) è la sorella gemella di Hideyoshi, identica a lui nell'aspetto. Si ritiene notevolmente migliore del fratello ed è particolarmente orgogliosa, arrogante, e irascibile. Hideyoshi non ha difficoltà ad impersonarla per provocare la Classe C e creare tensione tra quest'ultima e la A. Yūko è inoltre una fan dei manga yaoi. Nonostante il suo carattere aggressivo, nell'ultimo episodio dell'anime mostra una particolare onestà nell'ammettere di aver sconfitto Yūji in modo scorretto. Il suo shōkanjū indossa un'armatura da cavaliere e usa una lancia. È doppiata da Emiri Katō.

#### Toshimitsu Kubo
Toshimitsu Kubo (久保 利光?, Kubo Toshimitsu) è un ragazzo calmo e distaccato, i cui punteggi sono secondi solo a quelli di Shōko (e, in teoria, di Mizuki). Tuttavia fraintende ripetutamente i gesti di Akihisa, pensando che quest'ultimo sia interessato a lui. A seguito di questi episodi Toshimitsu stesso si innamora di Akihisa, e in sua presenza si comporta in modo non diverso da Mizuki e Minami, cercando di allontanarlo da qualsiasi altra relazione e facendogli strane proposte. Il suo shōkanjū indossa un mantello viola e combatte con due falci. È doppiato da Takuma Terashima.

#### Aiko Kudō
Aiko Kudō (工藤 愛子?, Kudō Aiko) è una ragazza dai capelli verdi e dal carattere estroverso e vivace. Ha l'abitudine di parlare in modo ambiguo e provocatorio, usando spesso doppi sensi a sfondo sessuale, specialmente in presenza di Kōta (e talvolta di Akihisa), causando loro frequenti epistassi. Il suo shōkanjū indossa un'uniforme scolastica e usa un'enorme ascia in battaglia; possiede inoltre un accessorio che può aumentarne la potenza. È doppiata da Yoshino Nanjo.

### Altri

#### Hiromi Nakabayashi
Hiromi Nakabayashi (中林 宏美?, Nakabayashi Hiromi) è la rappresentante della classe E. Il suo shōkanjū ha l'aspetto di un giocatore di baseball. È doppiata da Yuko Takayama.

#### Miharu Shimizu
Miharu Shimizu (清水 美春?, Shimizu Miharu) è una ragazza innamorata follemente di Minami Shimada, che chiama "sorellina". Pur consapevole del fatto che quest'ultima non ricambia, allontana violentemente qualsiasi ragazzo si avvicini a Minami. Il suo shōkanjū indossa un'armatura romana e attacca con una spada. È doppiata da Ayana Taketatsu.

#### Yūka Koyama
Yūka Koyama (小山 友香?, Koyama Yūka) è la rappresentante della classe C, fidanzata di Kyōji, che lascerà dopo averlo visto indossare abiti femminili. È doppiata da Hiromi Igarashi.

#### Kyōji Nemoto
Kyōji Nemoto (根本 恭二?, Nemoto Kyōji) è il leader della classe B, conosciuto per la sua scorrettezza. Non si fa infatti problemi a ricattare i suoi avversari, ad esempio rubando una lettera d'amore scritta da Himeji per impedirle di partecipare alla battaglia, o cercando di ottenere in anticipo le risposte dei test. Sconfitto dalla classe F, viene costretto da Yūji ad indossare una divisa femminile, evento che viene accuratamente documentato fotograficamente. È doppiato da Hiromu Miyazaki.

## Corpo docenti

### Kaoru Tōdō
Kaoru Tōdō (藤堂 カヲル?, Tōdō Kaoru) è la preside dell'accademia, piuttosto severa ma anche comprensiva nei confronti dei suoi studenti. È doppiata da Kaori Nakamura.

### Shin Fukuhara
Shin Fukuhara (福原 慎?, Fukuhara Shin) è il primo insegnante della classe F, sostituito poi da Soichi. Nell'anime a seguito della sostituzione diviene il narratore della storia. È doppiato da Kenjirō Tsuda.

### Sōichi Nishimura
Sōichi Nishimura (西村 宗一?, Nishimura Sōichi) è il secondo insegnante della classe F, ma il suo principale compito è quello di far rispettare le regole nella scuola; è soprannominato "Ironman" (鉄人?, Tetsujin, lett. "Uomo di ferro") per la sua estrema severità, e appare immediatamente quando uno studente viene sconfitto per impartirgli lezioni supplementari. Sembrerebbe anche avere una forza sovrumana. È doppiato da Akio Ōtsuka.

## Parenti

### Hazuki Shimada
Hazuki Shimada (島田 葉月?, Shimada Hazuki): è la sorella minore di Minami, ed è in quinta elementare. Chiama Akihisa "Fratellone Stupido" ed è intenzionata a diventare sua moglie. È doppiata da Mana Hirata.

### Akira Yoshii
Akira Yoshii (吉井 玲?, Yoshii Akira): è la sorella maggiore di Akihisa. Ha 23 anni e si è laureata ad Harvard; a differenza del fratello, è totalmente incapace di cucinare. Inoltre sembra essere incredibilmente attratta da suo fratello, al punto da cercare di baciarlo in ogni occasione (causandogli disagio) e da diminuire a suo piacimento la sua indennità in base al numero di ragazze che frequenta o alle riviste osé che nasconde. È doppiata da Kikuko Inoue.